# خائن (فیلم ۲۰۰۸)
خائن (انگلیسی: Traitor) فیلمی در ژانر مهیج و جاسوسی است که در سال ۲۰۰۸ منتشر شد.

## بازیگران
- گای پیرس
- نیال مک‌دوناف
- دان چیدل
- جف دانیلز
- سعید تغماوی
- آرچی پنجابی
- لورنا گیل